# Euryophion adustus
Euryophion adustus là một loài tò vò trong họ Ichneumonidae.